# Объединённая китайско-британская декларация по вопросу передачи Гонконга
Объединённая китайско-британская декларация по вопросу передачи Гонконга, официально известная как Объединённая декларация Правительства Соединённого Королевства Великобритании и Северной Ирландии и Правительства Китайской Народной Республики по вопросу о Гонконге (англ. Joint Declaration of the Government of the United Kingdom of Great Britain and Northern Ireland and the Government of the People's Republic of China on the Question of Hong Kong, кит. трад. 大不列顛及北愛爾蘭聯合王國政府和中華人民共和國政府關於香港問題的聯合聲明, упр. 大不列颠及北爱尔兰联合王国政府和中华人民共和国政府关于香港问题的联合声明, пиньинь Dà Búlièdiàn jí Běi Ài'ěrlán Liánhé Wángguó zhèngfŭ hé Zhōnghuá Rénmín Gònghéguó zhèngfŭ guānyú Xiānggǎng Wèntí de Liánhé Shēngmíng) была подписана премьер-министрами КНР и Великобритании Чжао Цзыяном и Маргарет Тэтчер 19 декабря 1984 года в Пекине.
Декларация вступила в силу с момента обмена ратификационными грамотами 27 мая 1985 года. В объединённой декларации правительство КНР подтвердило, что КНР решено возобновить осуществление суверенитета над Гонконгом (включая остров Гонконг, полуостров Коулун и Новые Территории), начиная с 1 июля 1997 года, а правительство Великобритании подтвердило, что передаст Гонконг КНР с 1 июля 1997 года. Правительство КНР также в документе заявило о своей основной политике в отношении Гонконга.
В соответствии с идеей «Одна страна, две системы», достигнута принципиальная договоренность между Великобританией и КНР о том, что социалистическая система КНР не будет принята в Гонконге, а капиталистическая система и образ жизни останутся неизменными в течение 50 лет, до 2047 года. Объединённая декларация предусматривает, что эти правила должны быть оговорены и в основном законе Гонконга.

## Предыстория
В китайско-британской объединённой декларации была указана дата истечения срока аренды Новых Территорий как 1 июля 1997 года. Аренда, заключенная между Великобританией и китайским императором Гуансюем, была установлена на срок 99 лет, начиная с 1 июля 1898 года. О ней говорится во Второй пекинской конвенции. Перед передачей в аренду остров Гонконг уже был передан Великобритании в бессрочное пользование по Нанкинскому договору в 1842 году, после Первой опиумной войны, а южная часть полуострова Коулун и остров Каменотесов был передан Великобритании в бессрочное пользование по Пекинской конвенции в 1860 году, после Второй опиумной войны.
В начале 1980-х годов население Гонконга и его бизнес-сообщество начали беспокоиться о будущем. Эти опасения по поводу статуса и прав собственности и контрактов появились на фоне политической неопределённости вокруг запланированного возврата Новых Территорий КНР. В марте 1979 года губернатор Гонконга посетил Пекин. В ходе этого визита прошли неофициальные переговоры о будущем Гонконга. По возвращении он попытался развеять опасения инвесторов относительно запланированного возврата, но подчеркнул, что КНР утвердила свои намерения вернуть суверенитет над Гонконгом. Первые официальные переговоры начались с лидером КНР Дэном Сяопином в ходе визита премьер-министра Великобритании Маргарет Тэтчер в Китай в сентябре 1982 года.
Во время следующей беседы, где губернатор Гонконга принимал участие в каждом из раундов официальных переговоров как член британской делегации, стало ясно, что продолжение аренды британской администрацией после 1997 года не будет приемлемым для Китая в любой форме. Китайское правительство неизменно придерживалось мнения, что весь Гонконг должен быть китайской территорией. В результате обе стороны обсудили возможные меры, кроме продолжения британской аренды; была предложена концепция Гонконга как специального административного района КНР. В апреле 1984 года стороны завершили первичное обсуждение этих вопросов и договорились о том, что Гонконг сохранит высокую степень автономии под суверенитетом Китая с сохранением существующего образа жизни в Гонконге. 18 сентября 1984 года, с обеих сторон были одобрены английский и китайский тексты меморандумов.